# Гамлен
Гамлен (нем. Gamlen) — община в Германии, в земле Рейнланд-Пфальц. 
Входит в состав района Кохем-Целль. Подчиняется управлению Кайзерзеш.  Население составляет 535 человек (на 31 декабря 2010 года). Занимает площадь 5,59 км².